# Kaliumthiocyanat
Kaliumthiocyanat er et kemisk stof med formlen KSCN. Stoffet anvendes til detektion af Fe3+ i vandlig opløsning hvor det danner den stærkt røde kompleksion pentaaqua(thiocyanato)jern(III)2+ ved følgende reaktion:
[Fe(H2O)6]3++SCN-→[Fe(SCN)(H2O)5]2++H2O
Den røde ion er så kraftigt farvende at den anvendes som teaterblod. Kaliumthiocyanat kan påføres en overflade hvorefter en anden overflade fugtes med en opløsning indeholdende Fe3+. Når overfladerne kommer i kontakt vil der dannes pentaaqua(thiocyanato)jern(III)2+ og det vil se ud som om der er blod.